# Clube Desportivo Primeiro de Agosto Basquetebol
Il Clube Desportivo Primeiro de Agosto è una squadra maschile di pallacanestro con sede a Luanda, in Angola. Il team fa parte dell’omonimo club polisportivo ed è affiliato alle Forze Armate Angolane, che rappresentano anche il principale sponsor della società. La squadra partecipa alle principali competizioni cestistiche a livello nazionale, tra cui il Campionato Provinciale di Luanda e la massima lega angolana, la Angolan Basketball League.
Il Primeiro de Agosto è riconosciuto come il club più titolato dell’intero continente africano. Detiene infatti il record assoluto di vittorie nella FIBA Africa Clubs Champions Cup, con nove titoli conquistati, l’ultimo dei quali risale al 2019. Questa supremazia sul piano internazionale, unita al dominio esercitato per decenni a livello nazionale, ha reso il club una vera e propria istituzione dello sport africano. Molti dei giocatori del 1° de Agosto, tra cui Carlos Almeida, Olímpio Cipriano, Armando Costa, Miguel Lutonda e Gerson Monteiro, sono titolari della nazionale angolana. Tra gli allenatori più famosi, si ricordano Victorino Cunha, Antonio Sofrimento, Mário Palma e Jaime Covilha.

## Storia
Il Clube Desportivo Primeiro de Agosto Basquetebol è una delle realtà cestistiche più importanti dell’Africa e rappresenta un pilastro dello sport angolano. Fondato a Luanda nel 1977 come sezione di pallacanestro del club polisportivo legato alle Forze Armate Angolane, il Primeiro de Agosto trae il proprio nome dalla data simbolica del 1º agosto 1974, giorno della creazione delle FAPLA (Forze Armate Popolari di Liberazione dell’Angola), e nasce fin dall’inizio con una forte identità militare e istituzionale. La squadra di basket si è affermata in modo progressivo come una delle più solide e strutturate del paese, grazie al sostegno economico e organizzativo delle forze armate e a un costante investimento nella formazione, nell’infrastruttura e nel reclutamento di talento.
Il Primeiro de Agosto ha iniziato a partecipare al campionato angolano fin dalle sue prime edizioni sul finire degli anni settanta. Il primo successo a livello nazionale arrivata al termine della stagione 1980-81 e nei dieci anni successivi la squadra si aggiudica per altre sette volta la vittoria della Angolan Basketball League, vincendo anche quattro titoli consecutivi tra il 1984 ed il 1988. Nel corso del decennio successivo, negli anni novanta, il club ha subito una battuta di arresto e dopo aver conquistato l'ottavo titolo nazionale al termine della stagione 1990-91, nelle otto edizioni successive i Militares non sono riusciti più a vincere il titolo nazionale.
Con l'arrivo del secondo millennio il Primeiro de Agosto è ritornato ai vertici della pallacanestro in Angola ed ha vissuto la sua "Epoca d'Oro" sia in patria che a livello continentale. Dopo aver raggiunto le finali dell'Angolan Basketball League 1998-99, dove però la squadra uscì sconfitta per 4-0 contro i rivali del Petro de Luanda, i Militares raggiungeranno le finali dell'Angolan Basketball League nelle undici edizioni successive aggiudicandosi la vittoria del titolo nazionale in nove occasioni prima per 6 edizioni consecutive, dalla stagione 1999-2000 a quella 2004-2005, e poi con altri tre titoli consecutivi dalla stagione 2007-2008 a quella 2009-2010. Il Primeiro de Agosto si è poi aggiudicato in altre tre occasioni la vittoria della Angolan Basketball League l'ultima volta al termine della stagione 2017-2018 quando, dopo aver sconfitto in finale gli eterni rivali del Petro de Luanda per 4-1, la squadra si è aggiudicata per la diciannovesima volta la vittoria del titolo nazionale, cosa che rende il Primeiro de Agosto la squadra con il maggior numero di titolo nella storia della lega.
A livello continentale il primo titolo del Primeiro de Agosto risale alla FIBA Africa Clubs Champions Cup 2002, quando la squadra riuscì a imporsi su avversari di alto livello, conquistando il primo titolo continentale dopo aver concluso il girone al primo posto da imbattuto con sei vittorie in sei partite. Quella del 2002 fu una stagione memorabile: il Primeiro de Agosto stabilì un record assoluto nella storia della pallacanestro angolana, completando una stagione perfetta senza subire alcuna sconfitta in tutte le competizioni disputate. In quell’anno straordinario, la squadra vinse tutti i titoli nazionali e continentali disponibili: la Supercoppa d'Angola 2002, l'Angolan Basketball League, il Campionato Provinciale di Luanda, la Coppa d'Angola 2002 e, infine, la FIBA Africa Clubs Champions Cup 2002. Questo “grande slam” rappresenta una delle imprese più significative mai realizzate da un club africano di pallacanestro.
Da allora, la squadra ha conquistato il trofeo continentale per un totale di nove volte (2002, 2004, 2007, 2008, 2009, 2010, 2012, 2013 e 2019), diventando la squadra più vincente nella storia della FIBA Africa Clubs Champions Cup.

## Palmarès

### Titoli Nazionali
- Angolan Basketball League: 19

1981, 1983, 1985, 1986, 1987, 1988, 1991, 2000, 2001, 2002, 2003, 2004, 2005, 2008, 2009, 2010, 2013, 2016, 2018.
- Angola Cup: 15

1985, 1986, 1987, 1988, 1992, 1995, 2002, 2003, 2005, 2006, 2008, 2009, 2012, 2018, 2021.
- Angola Super Cup: 12

2001, 2002, 2003, 2004, 2005, 2007, 2008, 2009, 2010, 2011, 2013, 2014.
- Victorino Cunha Cup: 9

2009, 2011, 2012, 2014, 2015, 2017, 2018, 2019, 2021.

### Titoli Internazionali
- FIBA Africa Clubs Champions Cup: 9

2002, 2004, 2007, 2008, 2009, 2010, 2012, 2013, 2018-19.
- Supertaça Compal: 1

2011

## Organico
Organico per la stagione 2024-2025
|    | Naz.              | Ruolo | Sportivo            | Anno | Alt. | Peso |  |
| -- | ----------------- | ----- | ------------------- | ---- | ---- | ---- |  |
| 2  | Angola (bandiera) | G     | Tiago Fernandes     | 2000 | 184  |      |  |
| 3  | Angola (bandiera) | PG    | Valdemar Avelino    | 2003 | 176  | 76   |  |
| 6  | Angola (bandiera) | AG    | Jeronimo Luis       | 1999 | 197  | 96   |  |
| 7  | Angola (bandiera) | AG    | Milton Valente      | 1998 | 198  | 90   |  |
| 8  | Angola (bandiera) | AP    | Marcelo Joao        | 2004 | 198  | 86   |  |
| 11 | Angola (bandiera) | G     | Joao Nasmbu         | 2006 | 186  |      |  |
| 12 | Angola (bandiera) | G     | Fabio Domingos      | 2000 | 190  | 85   |  |
| 16 | Angola (bandiera) | PG    | Hermenegildo Santos | 1990 | 191  | 86   |  |
| 23 | Angola (bandiera) | AP    | Eliseu Joao         | 2005 | 195  |      |  |
| 24 | Angola (bandiera) | C     | Bamba Cisse         | 2002 | 199  | 94   |  |
| 25 | Angola (bandiera) | C     | Joel Pinto          | 2003 | 201  | 92   |  |
| 33 | Angola (bandiera) | AG    | Edmilson Ingles     | 2003 | 201  | 90   |  |
| 47 | Angola (bandiera) | G     | Elcane Paca         | 2001 | 179  | 77   |  |

### Staff tecnico
| Ruolo                    | Nome            |
| ------------------------ | --------------- |
| Vice Presidente Basket   | José Moniz      |
| Direttore Generale       | Kikas Gomes     |
| Capo Dipartimento Basket | Carlos Antunes  |
| Capo Allenatore          | Lazare Adingono |
| Assistente               | Miguel Lutonda  |

## Giocatori
- Jordan Aboudou
- Filipe Abraão
- Carlos Almeida
- Felizardo Ambrósio
- Jilson Bango
- Domingos Bonifácio
- Olímpio Cipriano
- Herlánder Coimbra
- Jaques Conceição
- Jean-Jacques da Conceição
- Mário Correia
- Armando Costa
- Walter Bandeira da Costa
- Garcia Domingos
- Gerson Domingos
- Joaquim Brandão Gomes
- José Guimarães
- Vladimir Jerónimo
- Francisco Jordão
- Buila Katiavala
- Tariq Kirksay
- Miguel Lutonda
- Paulo Macedo
- Islando Manuel
- Eduardo Mingas
- Gerson Monteiro
- Reggie Moore
- Bráulio Morais
- Aníbal Moreira
- Yanick Moreira
- Abdel Moussa
- Víctor Muzadi
- Ndongo N'Diaye
- Edson Ndoniema
- Leonel Paulo
- Jamar Samuels
- Hermenegildo Santos
- Nelson Sardinha
- Celo Lifetu Selengue
- Afonso Rodrigues da Silva
- Mohamed Tangara
- Ângelo Victoriano
- Edmar Victoriano

## Allenatori
| Naz.                                             | Nome                  | Dal       | Al        |
| ------------------------------------------------ | --------------------- | --------- | --------- |
| Angola (bandiera)                                | Victorino Cunha       | Gen. 1979 | Mag. 1998 |
| Angola (bandiera)                                | Fernando Barbosa      | Mag. 1998 | Dic. 1998 |
| Guinea-Bissau (bandiera) · Portogallo (bandiera) | Mário Palma           | Gen. 1999 | Feb. 2006 |
| Angola (bandiera)                                | Jaime Covilhã         | Feb. 2006 | Gen. 2008 |
| Portogallo (bandiera)                            | Luís Magalhães        | Gen. 2008 | Mag. 2011 |
| Guinea-Bissau (bandiera) · Portogallo (bandiera) | Mário Palma           | Set. 2011 | Mag. 2012 |
| Angola (bandiera)                                | Paulo Macedo          | Mag. 2012 | Mag. 2015 |
| Spagna (bandiera)                                | Ricard Casas          | Giu. 2015 | Giu. 2017 |
| Angola (bandiera)                                | Paulo Macedo          | Giu. 2017 | Giu. 2020 |
| Angola (bandiera)                                | José Carlos Guimarães | 2021      | 2022      |
| Camerun (bandiera)                               | Lazare Adingono       | 2022      | in carica |